# Праисторијски човек
Неколико врста рода Homo су груписане у широку категорију праисторијских људи и представљају појаву најранијих анатомски модерних људи (Homo sapiens) пре око 315 хиљада година.
Не постоји универзални консензус о овој терминологији, а разне врсте праисторијских људи су укључене под биномно име Homo Sapiens или Homo erectus од стране неких аутора. Најопштија подела укључује
- Хомо антецесор (пре 1200-770 хиљада година),
- Хомо бодоенсис (пре 1200-300 хиљада година),
- Хомо хеиделбергенсис (пре 600-200 хиљада година),
- Хомо неандертхаленсис; (пре 430-40 хиљада година),
- Хомо родезиенсис (пре 300-125 хиљада година) и
- Денисовци (пре 285-52 хиљаде година).

Анатомски модерни људи су се појавили пре око 200 хиљада година. За старије врсте рода хомо се процењује да нису преживеле границу више од 30.000 година пре данашњице, највише до 10.000 година п. н. е. Међутим, према недавним генетичким студијама, модерни људи су можда еволуирали из најмање две групе древних људи: неандерталаца и Денисоваца.